# 梅罗德站
梅罗德站（法語：Gare de Merode）是比利时布鲁塞尔首都大区埃特贝克的鐵路車站。该站位于地下，与梅罗德地铁站相连，两车站有共同的入口。

## 名称
该站得名于上方的让·德·梅罗德女亲王广场（Square Princesse Jean de Mérode/Prinses Jean de Mérodeplein），其以让·德·梅罗德女亲王玛丽-路易丝·德·博弗勒蒙命名。

## 列车服务
该站提供以下列车服务：
- 布鲁塞尔城市快铁（法语：Réseau express régional bruxellois） (S4) 梅赫伦 - 维尔福德 - 梅罗德 - 埃特贝克 - 布鲁塞尔卢森堡 - 登德尔莱乌 - 阿尔斯特（周一至周五）
- 布鲁塞尔城市快铁 (S7) 维尔福德 - 拱廊（法语：Gare des Arcades） - 哈勒（周一至周五）